# Конный спорт на летних Олимпийских играх 1976
Соревнования по конному спорту на летних Олимпийских играх 1976 года проходили на специально построенном ипподроме в Бромоне.

## Общий медальный зачёт
| Место | Страна    | Золото | Серебро | Бронза | Всего |
| ----- | --------- | ------ | ------- | ------ | ----- |
| 1     | ФРГ       | 2      | 3       | 2      | 7     |
| 2     | США       | 2      | 1       | 1      | 4     |
| 3     | Швейцария | 1      | 1       | 0      | 2     |
| 4     | Франция   | 1      | 0       | 0      | 1     |
| 5     | Канада    | 0      | 1       | 0      | 1     |
| 6     | Бельгия   | 0      | 0       | 2      | 2     |
| 7     | Австралия | 0      | 0       | 1      | 1     |

## Медалисты
| Дисциплина                     | Золото                                                               | Серебро                                                                      | Бронза                                                                          |
| ------------------------------ | -------------------------------------------------------------------- | ---------------------------------------------------------------------------- | ------------------------------------------------------------------------------- |
| Выездка Личное первенство      | Кристин Штюкельбергер Швейцария                                      | Харри Больдт ФРГ                                                             | Райнер Климке ФРГ                                                               |
| Выездка Командное первенство   | ФРГ · Харри Больдт · Габриела Грилло · Райнер Климке                 | Швейцария · Кристин Штюкельбергер · Ульрих Леман · Дорис Рамзайер            | США · Хильда Гёрни · Дороти Моркис · Эдит Мастер                                |
| Троеборье Личное первенство    | Эдмунд Коффин США                                                    | Майкл Пламб США                                                              | Карл Шульц ФРГ                                                                  |
| Троеборье Командное первенство | США · Эдмунд Коффин · Майкл Пламб · Брюс Дэвидсон · Мари Анна Тауски | ФРГ · Отто Аммерман · Херберт Блёккер · Хельмут Ретемайер · Карл Шульц       | Австралия · Мервин Беннет · Денис Пиготт · Вэйн Ройкрофт · Билл Ройкрофт        |
| Конкур Личное первенство       | Альвин Шокемёле ФРГ                                                  | Мишель Вейянкур Канада                                                       | Франсуа Мати Бельгия                                                            |
| Конкур Командное первенство    | Франция · Юбер Паро · Мишель Рош · Марк Роге · Жан-Марсель Розье     | ФРГ · Альвин Шокемёле · Пауль Шокемёле · Зёнке Зёнкзен · Ханс Гюнтер Винклер | Бельгия · Эрик Ваутерс · Франсуа Мати · Эдгар-Анри Куэппе · Станни ван Паэссхен |